# Charles Kreutzberger
Charles Kreutzberger, né le 14 novembre 1829 à Guebwiller et mort le 9 janvier 1904 à Paris, est un peintre et graveur français.

## Biographie
Charles Kreutzberger exerce pendant dix ans le métier d'écrivain lithographe, avant de devenir dessinateur. Il est d'abord employé dans une imprimerie à Turin, puis élève des Beaux-Arts à Paris, dans la classe d'Eugène Laville. 
Il a commencé à participer à des expositions au Salon de Paris en 1863. Il produit des portraits et des scènes de genre.
Il participe à l'illustration de divers recueils dont les dernières publications de Charles Philipon (suppléments au Journal amusant), à L'Art pour tous : encyclopédie de l'art industriel et décoratif fondé par Émile Reiber, aux ouvrages de Champfleury, tels que Les Chats (1868) et plus tard à L'Art de la mode.

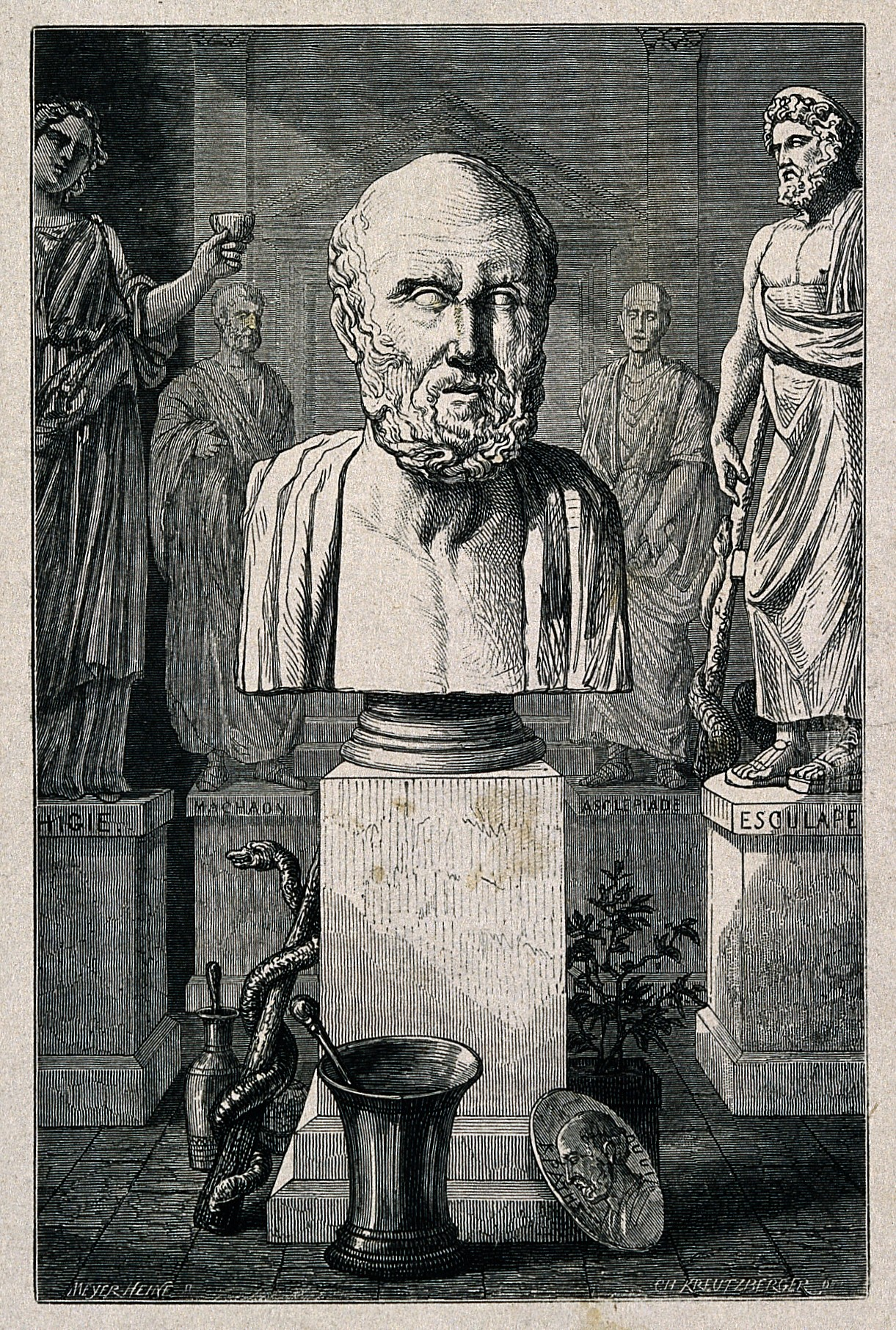
Hippocrate, portrait gravé, Fonds Wellcome.

## Œuvres
- Homère déifié ou l'Apothéose d'Homère[3]